# Utö skjutfält
Utö skjutfält, även Utö pansarskjutfält, är ett militärt skjutfält beläget på ön Utö i Stockholms södra skärgård.

## Historik
Skjutfältet anlades på grund av avsaknad av skjutfält i dimension för övning och stridsskjutning med stridsvagnar för Göta livgarde (P 1) och Södermanlands regemente (P 10) i Mälardalen. Skjutfältet ersatte en mindre skjutplats på Tosterön i Mälaren, vilken endast erbjöd skjutning med stillastående stridsvagnar. Åren 1944–1957 samt 1978–2005 förvaltades och administrerades skjutfältet av Södermanlands regemente, åren 1957–1978 förvaltades skjutfältet av Göta livgarde och från 2006 av Stockholms amfibieregemente (Amf 1).

## Verksamhet
Skjutfältet användes åren 1944–2005 för stridsskjutning med stridsvagn i kompaniförband i rörelse med all slags ammunition. Något som inte varit dimensionerat på andra skjutfält i Mälardalen. Från 2006 används skjutfältet främst av förband från Haninge garnison till markstridsövningar.

### Utö läger
Utö läger eller Ryssnäset ligger i skjutfältets norra del och utgör skjutfältets lägerområde. Lägret utgörs av en skjutfältsexpedition, skolhus, bibliotek, museum, förläggningsbyggnader, förråds- och verkstadsområde samt en militärrestaurang. År 1944 började lägret uppföras, då tre manskapsbaracker uppfördes, där varje barack rymde 120 soldater. I lägrets mitt ligger en militärrestaurang och i östra delen ligger ett förråds- och verkstadsområde. Strax nordost om lägret ligger en 200 meters skjutbana.

## Monument och minnesmärken
Intill lägret står tre monumentvagnar, en Stridsvagn 101R, en Infanterikanonvagn 91 och en Terrängbil m/42 KP. Vagnarna som en gång förvaltades av Södermanlands regemente, förvaltas sedan 2006 av marinen och Stockholms amfibieregemente.